# Бадікул-Молдовенеск
Ба́дікул-Молдовене́ск (Бадікул-Молдовське, рум. Badicul Moldovenesc) — село в Кагульському районі Молдови, утворює окрему комуну.

## Відомі люди
- Ніколай Ботгрос — молдовський діяч мистецтв, скрипаль та диригент.